# Jürgen Wittenstein
Oskar Jürgen Hans Gustav Wittenstein (* 26. April 1919 in Tübingen; † 14. Juni 2015 im kalifornischen Santa Barbara), auch George J. Wittenstein, war ein deutsch-amerikanischer Arzt und Widerstandskämpfer gegen den Nationalsozialismus.

## Leben
Jürgen Wittenstein wurde geboren als Sohn von Oscar Wittenstein, der kurz vor Ende des Ersten Weltkrieges, Anfang September 1918, als Ingenieur bei einem Testflug ums Leben kam, und der Elisabeth, geb. Vollmöller.
Von 1931 bis 1937 besuchte Wittenstein das Internat in Salem am Bodensee. Direktor war zunächst der deutsch-jüdische Pädagoge Kurt Hahn, der 1933 von den Nationalsozialisten verhaftet wurde und in Folge nach Schottland emigrierte. Hahn übte starken Einfluss auf Wittenstein aus. 1937 schloss Wittenstein die Schule ab und leistete in Folge den sechsmonatigen Reichsarbeitsdienst und den zweijährigen Wehrdienst ab.
Wittenstein beantragte am 12. Dezember 1939 die Aufnahme in die NSDAP und wurde zum 1. Juni 1940 mit der Mitgliedsnummer 7.667.868 in die NSDAP-Ortsgruppe Beilstein, Gau Württemberg, aufgenommen.
Später wurde er Mitglied der Widerstandsgruppe Weiße Rose. Wittenstein war ein Studienkollege von Alexander Schmorell. Er versuchte in Berlin Hellmut Hartert, der auch ein Freund von Hans Scholl war, zur Mitarbeit zu bewegen. Sein Foto der Geschwister Scholl und Christoph Probst vom 24. Juli 1942 wurde weltbekannt.
Er überlebte den Zweiten Weltkrieg und emigrierte in die Vereinigten Staaten und heiratete die Schwester von Hellmut Hartert, Elisabeth Hartert. Mit ihr hatte er vier Kinder. Nach dem Tod seiner Frau heiratete er die deutschstämmige Christel Bejenke.